# Skin (japán együttes)
A Skin (stilizálva: S.K.I.N) 2007-ben alapított japán rockegyüttes, melyet Yoshiki és Gackt hozott létre. Tagjai mindannyian a visual kei mozgalom kiemelkedő szereplői, azonban mindannyian más generációból valóak. Az együttes egyetlen fellépésére 2007. június 29-én került sor a kaliforniai Long Beachben, melyet „az évszázad japán rockkoncertjének” neveztek. Az együttes azóta nem dolgozott együtt, hivatalosan azonban nem oszlottak fel.

## Története

### Alapítása
A projektről először 2002-ben esett szó, amikor Yoshiki a Los Angeles-i otthonába invitálta Gacktot.
2006 júliusában az Otakon találkozón jelentette be Yoshiki, hogy együttest alapít Gackttal közösen, 2007-re lemezt és turnét terveztek. Decemberben bejelentették, hogy Sugizo csatlakozik gitárosként. 2007. május 25-én, a JRock Revolution Festival keretében jelentették be, hogy az együttes másik gitárosa Miyavi lesz, és hogy a június 29-i Anime Expo színpadán fognak először fellépni. Yoshiki megerősítette, hogy lemezt terveznek, melyre 7-8 dal felvételei már szinte készen vannak. Az együttest a média supergroupként emlegette, a debütáló koncertet pedig „az évszázad japán rockkoncertjeként” emlegették. Az együttes nemzetközi sikereket szeretett volna elérni.

### Debütálása
2007. június 12-én megkezdődött az online jegyértékesítés az együttes első koncertjére, azonban a nagy érdeklődés miatt a szerverek összeomlottak és néhány órán belül az értékesítést fel kellett függeszteni. Június 28-án a Skin a Long Beach Arenában lépett fel, Ju-ken kísérte őket basszusgitáron, aki akkoriban Gackt turnézenekarában játszott. A koncert csaknem két és fél órás késéssel kezdődött, ismeretlen okból. Öt dalt adtak elő, melyek dalszövege jórészt angol nyelvű volt. A Beneath The Skin című dal közben Gackt és Yoshiki zongorán játszott, Sugizo hegedűn, Miyavi pedig samiszenen.

### 2007 óta
A debütáló koncertet követően az együttes inaktívvá vált, jövőjéről nem állnak rendelkezésre konkrét információk.
Yoshiki szerint a koncertet követően az együttes tagjai a következő lépéseket tervezgették. Közben azonban mindannyian szólótevékenységet is folytattak, majd Toshi, az X Japan énekese megkereste Yoshikit az együttesük újraalakulásával kapcsolatosan. Yoshiki eredetileg csak egy koncert erejéig akarta újra összehozni az X Japant, azonban a nagy érdeklődés miatt az együttes végül valóban újraalakult és Sugizo csatlakozásával újra dolgozni kezdtek. Yoshiki úgy nyilatkozott, „egy kicsit talán az én hibám, mert nem terveztem az X Japannal foglalkozni akkoriban, aztán mégis belevágtam.”
Egy 2008-as interjúban Sugizo elmondta, hogy mindannyian szeretnék folytatni a Skint, azonban túlságosan elfoglaltak egyéb projektjeikkel, és talán később lehetőségük lesz rá. 2009-ben már úgy gondolta, nem tudja, mi lesz a projekt sorsa. 2010-ben Miyavi úgy nyilatkozott, megtiszteltetés számára, hogy részese lehet a Skinnek és szeretné, ha a jövőben aktívvá válna az együttes. Ugyanakkor Yoshiki egy interjúban azt mondta, hogy az X Japannel dolgozik, a többieknek is megvan a saját karrierje, így jelenleg nem élvez prioritást a Skin. 2014-ben hozzátette, hogy lehetséges a projekt újraélesztése, de konkrét terveik nincsenek. Az X Japan 2014-ben koncertjein előadta a Sugizo által a Skin számára írt Beneath The Skin című dalt.

## Tagjai
- Gackt: vokál, zongora
- Sugizo: gitár, hegedű
- Miyavi: gitár, samiszen
- Yoshiki: dobok, zongora

koncertzenész
- Ju-ken: basszusgitár